# Felbabka
Felbabka település Csehországban, a Berouni járásban. Felbabka Rpety, Křešín, Jince és Podluhy településekkel határos. Lakosainak száma 291 fő (2024. január 1.).

## Népesség
A település lakosságának változását az alábbi diagram mutatja:
| Lakosok száma | 264  | 228  | 335  | 253  | 264  | 223  | 282  | 290  | 283  | 291  |
|               | 1869 | 1890 | 1921 | 1950 | 1980 | 2001 | 2017 | 2019 | 2022 | 2024 |